# Ilovik (île)
Pour les articles homonymes, voir Ilovik.
Ilovik est une île croate de la mer Adriatique. Elle fait partie de l'archipel Cres-Lošinj. Elle se situe au sud de l'île Lošinj, séparé par le détroit d'Ilovik. Les principales activités économiques de l'île sont l'agriculture (élevage de mouton), la pêche et le tourisme.